# Кисличне (заказник)
Кисли́чне — гідрологічний заказник місцевого значення в Україні. Розташований у межах Височанської громади Ніжинського району Чернігівської області, на північний захід від села Галайбине. 
Площа 17 га. Статус присвоєно згідно з рішенням Чернігівського облвиконкому від 27.12.1984 року № 454; від 28.08.1989 року № 164. Перебуває у віданні ДП «Борзнянське лісове господарство» (Борзнянське л-во, кв. 8, 18). 
Статус присвоєно для збереження лучно-болотного природного комплексу, розташованого серед лісового масиву, в деревостані якого переважають осика і вільха. 
Екосистема заказника являє собою низинне осокове болото, де поширені угруповання осоки гострої та осоки омської в заплаві річки Десна. Має значення, як регулятор водного режиму природних територій.